# Cape Ludwig
Cape Ludwig är en udde i Kanada.   Den ligger i territoriet Nunavut, i den norra delen av landet, 3 700 km norr om huvudstaden Ottawa.
Terrängen inåt land är platt. Havet är nära Cape Ludwig åt sydost. Trakten är glest befolkad. Det finns inga samhällen i närheten.
Trakten runt Cape Ludwig är permanent täckt av is och snö.